# Aldina paulberryi
Aldina paulberryi là một loài thực vật có hoa trong họ Đậu. Loài này được Aymard miêu tả khoa học đầu tiên năm 1998.